# Rhamnidium glabrum
Rhamnidium glabrum är en brakvedsväxtart som beskrevs av Reiss.. Rhamnidium glabrum ingår i släktet Rhamnidium och familjen brakvedsväxter. Inga underarter finns listade i Catalogue of Life.